# Bjuröklubbs kapell
Bjuröklubbs kapell är ett fiskarkapell beläget på Bjuröklubb i Skellefteå kommun. Det nuvarande kapellet uppfördes 1864 och ersatte då ett äldre kapell från 1658.

## Historik
Kapellplatsen vid Bjuröklubb har använts sedan åtminstone 1600-talet, och möjligen redan på 1500-talet, då det tros ha funnits en katolsk kapellplats vid Jungfruhamnsgraven, en bit söderut. Det första dokumenterade kapellet byggdes 1658 men ersattes av det nuvarande 1864 efter att det gamla blivit för trångt. Den äldre byggnaden flyttades till Kyrkbordet i Lövånger under 1860-talet och revs på 1970-talet.
Det nuvarande kapellet uppfördes av byggmästare Ulrik Forsman från Bjurön i samarbete med bygdens invånare.
Den 8 december 2021 fick Bjuröklubbs kapellförening ett stöd av 376 000 kronor från Gustaf VI Adolfs minnesfond till byte av spåntak på kapellet.

## Arkitektur och användning
Kapellet är byggt i liggtimmer med närmast kvadratisk grundplan och tälttak, täckt med stickspån. Taket kröns av ett vitt träkors med flöjel och träglob. Ursprungligen var timmerstommen rödfärgad med vita snickeridetaljer, men under en omfattande renovering 1934–1935 brädfodrades och kläddes byggnaden med stående vitmålad locklistpanel.
Invändigt består kapellet av en enkel kyrksal med såpskurat trägolv och omålade träbänkar. Tredingstaket är klätt med vitmålad panel. Väggarna täcktes först med treetexskivor under 1930-talets renovering, men dessa ersattes 1975 med Örvikenpapp och vitmålade trädetaljer. Invändiga följare speglar dem på utsidan och är målade i samma ljusa kulör som väggar och tak.
I öster finns en ursprunglig vitmålad altarpredikstol. En femkantig altarring tillkom vid renoveringen 1934–1935. Altartavlan, som föreställer Kristus, målades 1930. I kapellets främre högra hörn hänger ett votivskepp och till vänster står en tramporgel samt två kollekthåvar klädda i sälskinn.
Kapellet har även haft en praktisk funktion som förvaringsutrymme för fiskeredskap vintertid, med krokar i taket för att hänga upp nät.

## Bilder

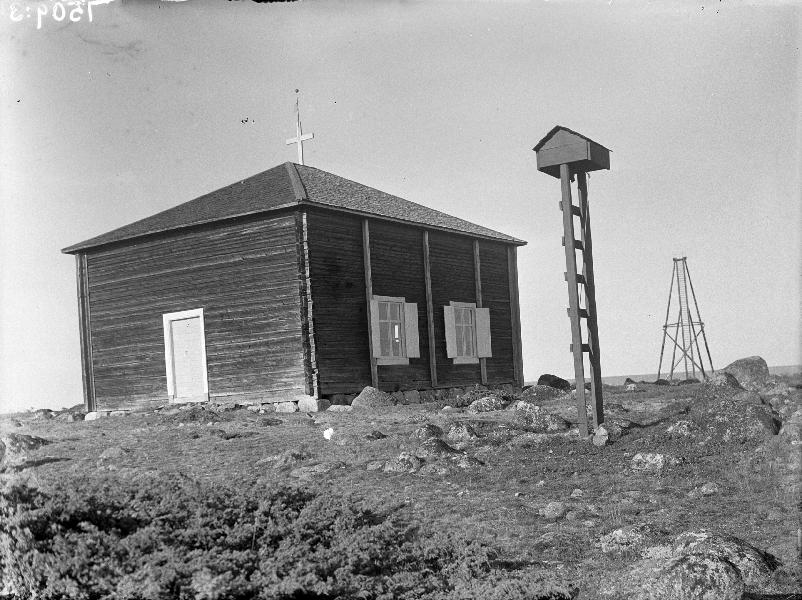
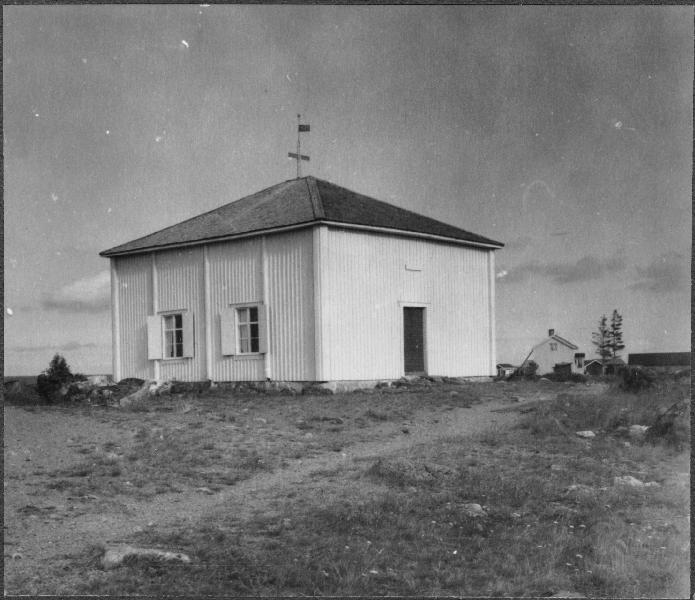
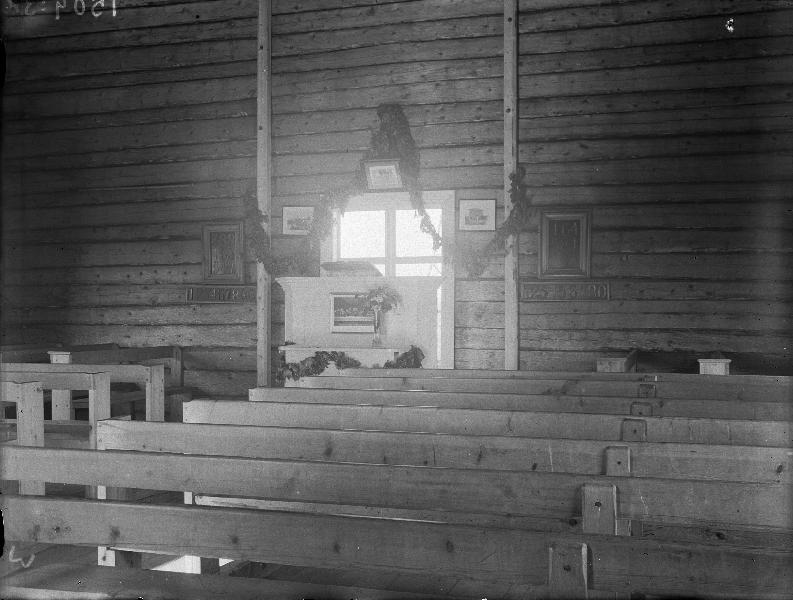
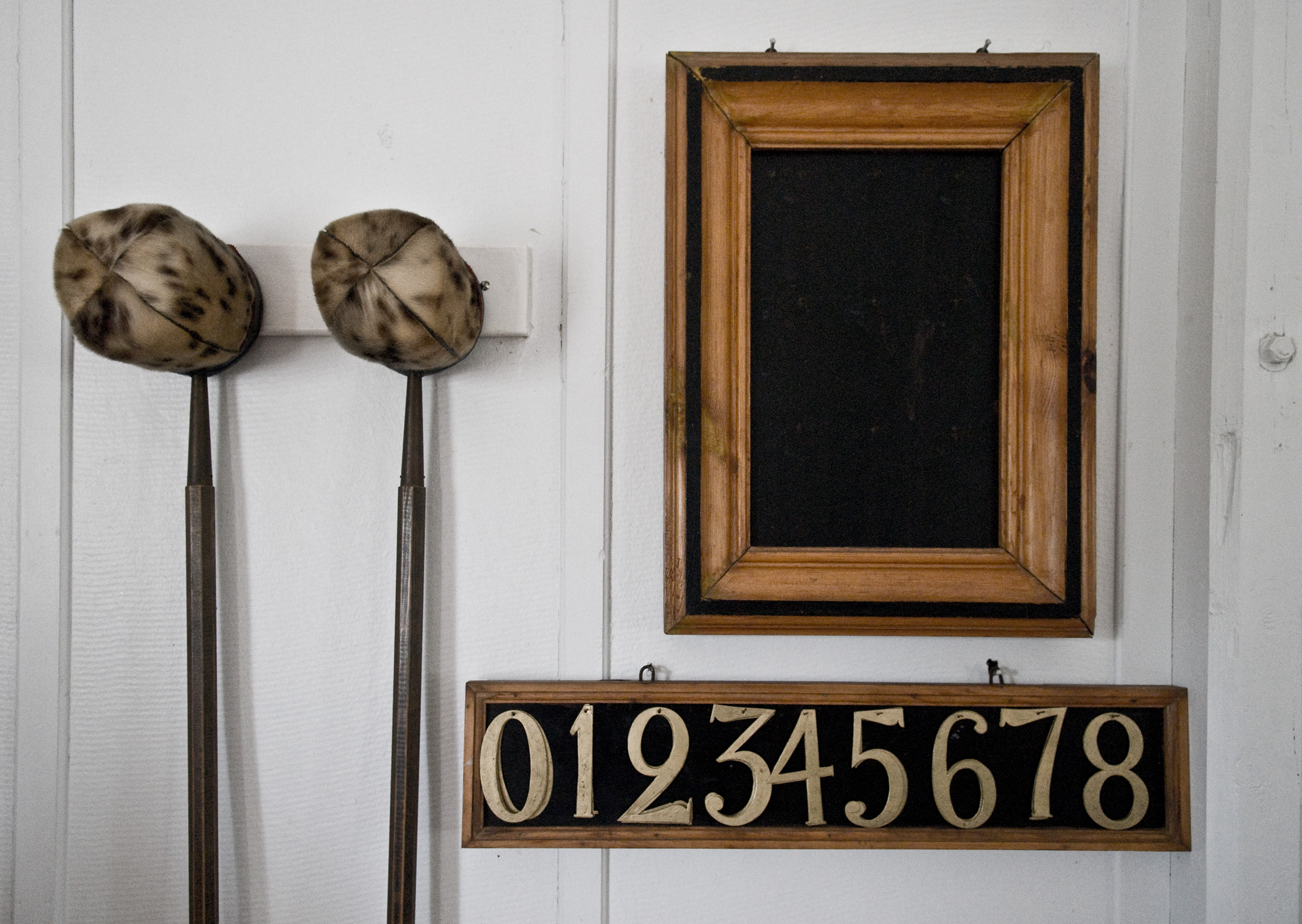